# Condado de Uintah
Uintah County (/juːˈɪntə/ yoo-IN-tə) es un condado del estado de Utah, Estados Unidos. En el 2000 su población era de 25.224 habitantes, se estima que en 2005 era de 26.995 habitantes. Recibe su nombre por la tribu de los nativos de la zona, los indios Ute. Su capital y mayor ciudad es Vernal. Localizado justo fuera de Vernal, el aeropuerto del condado, tiene vuelos diarios a Salt Lake City, Utah.

## Geografía
Según la oficina del censo de Estados Unidos, el condado tiene una superficie total de 11.652 km². De los cuales 11.596 km² son tierra y 57 km² (0.49%) están cubiertos de agua.

### Condado Adyacentes
- Daggett, Utah - (Norte)
- Duchesne, Utah - (Oeste)
- Carbon, Utah - (Oeste)
- Grand, Utah - (Sur)
- Garfield, Colorado - (Sureste)
- Rio Blanco, Colorado - (Este)
- Moffat, Colorado - (Noreste)